# Liste flüchtlingsfeindlicher Angriffe in Deutschland 2015
Die Liste flüchtlingsfeindlicher Angriffe in Deutschland 2015 verzeichnet Angriffe und Anschläge auf Geflüchtete und Flüchtlingsunterkünfte in Deutschland im Jahr 2015, bei denen fremdenfeindliche und rassistische Tatmotive nachgewiesen oder wahrscheinlich sind. Die Liste ist bisher nicht vollständig. Besonders schwere Anschläge mit Verletzten, Schwerverletzten oder Toten sind rot hinterlegt.
Soweit nicht anders verzeichnet, folgen die Angaben den Chroniken von Mut gegen rechte Gewalt, Pro Asyl und Amadeu Antonio Stiftung. Historische Hintergründe, Gegeninitiativen, Literatur siehe unter Flüchtlingsfeindliche Angriffe in der Bundesrepublik Deutschland; weitere Jahreslisten siehe unten.
| Ort                         | Bundes- land | Datum    | Anschlagsziel                    | Verletzte                        | Beschreibung |
| --------------------------- | ------------ | -------- | -------------------------------- | -------------------------------- | --- |
| Grabau                      | SH           | 2. Jan.  | bewohnte Unterkunft              |                                  | Am Abend des 2. Januar wurde im Treppenhaus einer Flüchtlingsunterkunft eine Rauchbombe gezündet. Zwei Flüchtlinge wurden vorsorglich in ein Krankenhaus gebracht. Während das Innenministerium in einer Stellungnahme zunächst auf einen „Dummerjungenstreich“ hoffte, teilte die Staatsanwaltschaft später mit, dass ein rechtsextremer Hintergrund naheliegend sei. |
| Dresden                     | SN           | 8. Jan.  | Unterkunft                       |                                  | Am 8. Januar legten Unbekannte einen Brand an einer Flüchtlingsunterkunft. |
| Bochum                      | NW           | 12. Jan. | Unterkunft                       |                                  | Die Außenfassade eines Flüchtlingsheims wurde von Unbekannten mit einem rassistischen Schriftzug beschmiert. Der Bochumer Staatsschutz nahm Ermittlungen auf. |
| Vennebeck, Porta Westfalica | NW           | 17. Jan. | bewohnte Unterkunft              |                                  | Sechs Unbekannte schossen mit Paintball-Waffen auf eine Flüchtlingsunterkunft und grölten rassistische Parolen. Die Fassade wurde dadurch erheblich verdreckt. Knapp eine Stunde nach diesem Angriff schlugen mehrere Männer an die Türen und Fenster der Flüchtlingsunterkunft und riefen rassistische Parolen. Die Polizei vermutet dieselben Täter. Die Ermittlungen des Bielefelder Staatsschutzes blieben letztlich erfolglos. |
| Sangerhausen                | ST           | 17. Jan. | bewohnte Unterkunft              |                                  | Am 17. Januar drangen gegen 9 Uhr zwei Männer und eine Frau in eine Flüchtlingsunterkunft in der Straße der Volkssolidarität ein. Sie gaben sich als Sozialarbeiter aus und bedrängten zwei Bewohner in ihrem Zimmer. Als diese die Polizei rufen wollten, flohen die drei und bewarfen die Zimmertür von außen mit rohen Eiern. Ein fremdenfeindlicher Hintergrund wird vermutet. Die Polizei schaltete den Staatsschutz ein. |
| Schwerte                    | NW           | 18. Jan. | bewohnte Unterkunft              |                                  | Jugendliche warfen Steine auf eine Flüchtlingsunterkunft in einem ehemaligen Kindergarten. |
| Bischheim-Häslich           | SN           | 19. Jan. | unbewohnte Unterkunft            |                                  | In der Baustelle für ein zukünftiges Asylbewerberheim wurden im Januar 2015 im Keller alle Wasserhähne aufgedreht und dieser überschwemmt. |
| München                     | BY           | 22. Jan. | Flüchtlinge                      |                                  | Am 22. Januar beschädigte ein Mann ein Informationszelt protestierender Flüchtlinge am Stachus schwer, attackierte die Flüchtlinge physisch und beschimpfte sie rassistisch. |
| Dresden                     | SN           | 25. Jan. | Flüchtling                       | 1 Verletzter                     | Vier Männer schlugen am Abend des 25. Januar an einer Straßenbahnhaltestelle in der Innenstadt auf einen libyschen Asylbewerber ein, bis dieser flüchten konnte, einer der Tatverdächtigen zeigte dabei den Hitlergruß. Auch wurden rassistische Parolen wie „Ausländer raus“ und „Deutschland den Deutschen“ geschrien und eine Bierflasche nach dem Libyer geworfen. Das Operative Abwehrzentrum der Polizei in Sachsen ermittelt wegen gefährlicher Körperverletzung. |
| Wassenberg                  | NW           | 27. Jan. | Flüchtlinge                      | 1 Schwerverletzter               | Am Abend des 27. Januar wurden drei Asylbewerber von sieben mit Mützen und Schals vermummten und teilweise mit Schlagstöcken bewaffneten Männern an einer Bushaltestelle attackiert. Sie grölten rassistische Parolen. Anwesende Personen griffen ein und verständigten die Polizei. Dennoch wurde ein 36-jähriger Flüchtling schwer verletzt und musste zur stationären Behandlung in ein Krankenhaus eingeliefert werden. Im Anschluss wurde nahe dem Tatort ein polizeilich bekannter Neonazi festgenommen. Später wurde zudem ein 17-Jähriger wegen gefährlicher Körperverletzung verhaftet. Er soll auch versucht haben, eine Zeugin zu beeinflussen. |
| Dortmund                    | NW           | 6. Feb.  | Unterkunft                       |                                  | Am Abend des 6. Februar versammelten sich mindestens 20 vermummte Rechtsextreme mit brennenden Fackeln vor einer Flüchtlingsunterkunft und brüllten rassistische Parolen. Vereinzelt wurde Pyrotechnik gezündet. Die von einem Zeugen hinzugerufene Polizei nahm im Umfeld der Unterkunft 13 Verdächtige vorläufig fest und ermittelt nun unter anderem wegen Landfriedensbruchs. |
| Escheburg                   | SH           | 9. Feb.  | unbewohnte Unterkunft            |                                  | Am 9. Februar 2015 wurde eine Doppelhaushälfte angezündet. Die Feuerwehr hatte den Brand schnell im Griff und der Sachschaden blieb gering. Am Tag darauf sollten 6 irakische Kriegsflüchtlinge dort einziehen. Ein Finanzbeamter und Neuapostoliker, der am selben Tag bereits beim zuständigen Amt protestiert hatte, gestand die Tat, nach Überzeugung der Richter allerdings aufgrund gefundener DNA-Spuren und nicht aufgrund echter Reue. Er wurde im Mai 2015 zu zwei Jahren Haft auf Bewährung verurteilt. |
| Freiberg                    | SN           | 13. Feb. | bewohnte Unterkunft              | 7 Verletzte                      | Bei einem Sprengstoffanschlag am Abend des 13. Februar auf ein Asylbewerberheim wurden 7 Menschen leicht verletzt. Die Täter, nach denen wegen versuchten Totschlags gefahndet wird, konnten nicht ermittelt werden. Anfangs sprach die Polizei von einem pyrotechnischen Satz, der am Heim gezündet wurde und eine Person verletzt habe, in der Presse wurde von einem „Böllerwurf“ berichtet. |
| Anklam                      | MV           | 14. Feb. | Flüchtling                       | 1 Verletzter                     | Am 14. Februar griffen Jugendliche einen 23-jährigen Asylsuchenden aus Ghana an und verletzten ihn an der Hand. Die Polizei nahm einen 19-Jährigen fest und ermittelt wegen gefährlicher Körperverletzung. |
| Nauen                       | BB           | 14. Feb. | Propagandadelikt                 |                                  | Am 14. Februar kam es während einer Stadtverordnetenversammlung zur Frage der Unterbringung von Flüchtlingen zu Tumulten. Anwesende Rechtsextremisten und Bürger skandierten Parolen wie „Ausländer raus“. Eine Frau erwiderte auf einen Vortrag zu Flüchtlingswohnungen: „Werden abgefackelt“, was im Sommer dann auch passierte. |
| Magdeburg                   | ST           | 16. Feb. | unbewohnte Unterkunft            |                                  | In der Nacht zum 16. Februar schlugen Unbekannte bei einer zukünftigen Unterkunft für Asylsuchende aus Syrien, dem Iran und Afghanistan Fensterscheiben ein und zertraten eine Balkontür. Ende Februar zündeten zwei Männer vor diesem inzwischen als Flüchtlingsunterkunft genutzten Haus nachts einen Feuerwerkskörper, brüllten rassistische Parolen und warfen einen Stein in eine Fensterscheibe. Der Wachschutz alarmierte die Polizei, woraufhin die Täter flüchteten. |
| Riesa                       | SN           | 22. Feb. | Flüchtlinge                      | 2 Verletzte                      | Ebenfalls Ende Februar wurden zwei junge Asylbewerber aus Eritrea beim Besuch einer Disko mehrfach rassistisch beschimpft und körperlich attackiert. Vor der Diskothek schlug ein Mann beiden mehrfach mit der Faust ins Gesicht und beleidigte sie rassistisch, drinnen wurden sie dann von zwei weiteren Männern angegriffen. Nach Verlassen des Gebäudes wurden sie von mehreren Personen verfolgt, weshalb sie sich trennten. Einer der beiden wurde schließlich auf einer Tankstelle zusammengeschlagen und getreten. Laut sächsischer Polizei sei „ein politisch motivierter Hintergrund nicht auszuschließen“. |
| Detmold                     | NW           | 23. Feb. | Propagandadelikt                 |                                  | An verschiedenen Orten wurden in der Stadt 50 Zentimeter hohe, weißlackierte Holzkreuze mit Parolen wie „Asylflut stoppen, sicher leben!“, „Globalisierung stoppen“ und „Masseneinwanderung – nein danke!“ aufgestellt. Die Kreuze füllten schließlich zwei große Mülltüten der Polizei. Ob eine Straftat vorliege, sei unklar. |
| Coesfeld                    | NW           | 24. Feb. | Unterkunft                       |                                  | Das Versorgungszelt einer vorübergehenden Flüchtlingsunterkunft wird in der Nacht zum 24. Februar angezündet. |
| Strasburg                   | MV           | 27. Feb. | Flüchtlinge                      | 2 Verletzte                      | Ende Februar wurden zwei 30 und 32 Jahre alte Asylbewerber aus Ägypten und Mauretanien von mehreren Unbekannten erst angesprochen und dann mit Messer und Schlagring attackiert. Sie erlitten Hämatome und Schnittverletzungen im Gesicht und wurden ins Krankenhaus gebracht. |
| Dresden                     | SN           | 2. Mrz.  | Geflüchtete                      |                                  | Neonazis und „Pegida“-Anhänger griffen am Abend des 2. März das Flüchtlingscamp vor der Semperoper an. Nach der „Pegida“-Abschlusskundgebung machten sich etwa 150 Personen in Richtung Theaterplatz auf und attackierten von zwei Seiten, offenbar koordiniert, eine dort stattfindende Kundgebung von Flüchtlingen und ihren Unterstützern. Es wurden Parolen wie „Deutschland den Deutschen, Ausländer raus“ gegrölt sowie Flaschen und Böller geworfen. |
| Malterdingen                | BW           | 7. Mrz.  | unbewohnte Unterkunft            |                                  | Am 7. März 2015 wurde in einer geplanten Unterkunft Wasserhähne aufgedreht sowie Abflussrohre beschädigt. Der Sachschaden betrug mehrere Zehntausend Euro. |
| Baar-Ebenhausen             | BY           | 10. Mrz. | unbewohnte Unterkunft            |                                  | Unbekannte beschmutzten Anfang März das alte Bahnhofsgebäude, in dem künftig Asylbewerber leben sollen, mit rassistischen Parolen und Nazisymbolen. Ferner wurde ein Feuerwerkskörper entzündet. Der Staatsschutz nahm Ermittlungen auf. |
| Frankfurt (Oder)            | BB           | 21. Mrz. | Flüchtlinge                      | 2 Verletzte                      | Am 21. März bepöbelten mehrere Rechtsextreme in einer Gaststätte fünf syrische Asylbewerber fremdenfeindlich, verfolgten sie dann und verletzten sie mit Schlägen und Tritten, sodass zwei von ihnen ärztlich behandelt werden mussten. Ein Anwohner rief die Polizei. Drei 19 und 20 Jahre alte Beschuldigte kamen in Untersuchungshaft. Sie und die anderen Angreifer seien aus dem rechten Spektrum, polizeibekannt und teils vorbestraft, so die Polizei. |
| Berlin-Kreuzberg            | BE           | 23. Mrz. | Unterkunft                       |                                  | Am 23. März warfen Unbekannte einen Brandsatz über den Zaun einer Unterkunft. Kleiderspenden wurden dadurch entzündet. |
| Beselich-Niedertiefenbach   | HE           | 28. Mrz. | unbewohnte Unterkunft            |                                  | Am 28. März schossen Unbekannte mit Stahlkugeln auf ein künftiges Flüchtlingsheim. Der Bürgermeister der Gemeinde erhielt zuvor Drohungen per E-Mail. |
| Lilienthal                  | NI           | 28. Mrz. | Unterkunft                       |                                  | Am 28. März wurde ein Brandsatz gegen die Fassade einer Unterkunft geworfen. |
| Berlin-Kreuzberg            | BE           | 31. Mrz. |                                  |                                  | In der Nacht zum 31. März brannte die Kunstinstallation „Das Haus der 28 Türen“, die sich mit der Flüchtlingsthematik auseinandersetzt. Die Polizei vermutet Brandstiftung als Ursache. |
| Tröglitz                    | ST           | 3. Apr.  | unbewohnte Unterkunft            |                                  | In der Nacht vom 3. auf den 4. April 2015 wurde in einer frisch renovierten Flüchtlingsunterkunft Feuer gelegt. Der Staatsschutz stufte den Brandanschlag von Tröglitz zunächst als politisch motiviert ein und übernahm die Ermittlungen. Der oder die Täter wurden nicht gefunden und die Ermittlungen im Juni 2016 ergebnislos eingestellt. Der Fall ist unaufgeklärt. |
| Wismar                      | MV           | 4. Apr.  | Flüchtlinge                      |                                  | Acht Unbekannte überfielen am 4. April unweit des Asylbewerberheims Haffburg zwei ägyptische Asylsuchende. Die beiden Männer im Alter von 21 und 26 Jahren wurden geschlagen und rassistisch beleidigt. Sie konnten schließlich unverletzt in die Unterkunft flüchten. |
| Hofheim am Taunus           | HE           | 10. Apr. | Unterkunft                       |                                  | Am Abend des 10. April wurde eine Flüchtlingsunterkunft von Unbekannten mit einem Luftdruckgewehr neunmal beschossen. Die verwendeten kleinen Metallkugeln beschädigten jedoch nur die äußere Scheibe eines Doppelglasfensters. Dem Hinweis auf am selben Tag entdeckte flüchtlingsfeindliche Aufkleber an der Unterkunft war die Polizei nicht nachgegangen. Im November wurde Anklage gegen einen 20 Jahre alten, mutmaßlichen NPD-Sympathisanten erhoben. |
| Moers                       | NW           | 14. Apr. | Unterkunft                       |                                  | Unbekannte schmierten Hakenkreuze und rechtsextreme Parolen an die Fassade einer geplanten Flüchtlingsunterkunft. |
| Hammerbrook                 | HH           | 14. Apr. | bewohnte Unterkunft              |                                  | Am 14. April 2015 brennt eine Unterkunft, in der minderjährige Flüchtlinge leben. |
| Hepberg                     | BY           | 17. Apr. | unbewohnte Unterkunft            |                                  | Ein unbewohnter Container für 12 Asylbewerber wurde angezündet. Ob Fremdenhass das Motiv war, sei unklar, eine rechtsextreme Szene gebe es in Hepberg nicht, so die Polizei. Die Täter entfernten an einem der sechs Metallcontainer eine Abdeckung des Lüftungsschachts und warfen vermutlich einen Grill- oder Ofenanzünder in den Container. Außenwand und das Innere gerieten in Brand. Es wurden großflächige Schmorschäden festgestellt. In dem Dorf mit rund 2.700 Einwohnern waren zu dem Zeitpunkt 20 Asylbewerber in einem Haus untergebracht. |
| Dippoldiswalde              | SN           | 19. Apr. | unbewohnte Unterkunft            |                                  | Am Abend des 19. April wurde ein Feuer in einer von 60 Flüchtlingen bewohnten Unterkunft im Ortsteil Schmiedeberg gelegt. 4 Menschen wurden verletzt. Die Ermittler gehen von Brandstiftung aus. |
| Wirdum                      | NI           | 19. Apr. | unbewohnte Unterkunft            |                                  | Am 19. April steckten zwei Männer aus einem Nachbardorf eine Unterkunft an zwei Stellen in Brand. Mehrere Wohnungen wurden dadurch unbewohnbar. |
| Limburgerhof                | RP           | 6. Mai   | unbewohnte Unterkunft            |                                  | In der Nacht zum 6. Mai 2015 zündeten Unbekannte eine noch im Bau befindliche Flüchtlingsunterkunft an. |
| Brodersby-Goltoft           | SH           | 6. Mai   | unbewohnte Unterkunft            |                                  | Am 6. Mai wird die Strohpuppe im Garten einer Unterkunft von Unbekannten mit Brandbeschleuniger entzündet. |
| Eschede                     | NI           | 7. Mai   | Flüchtlinge                      |                                  | Am 7. Mai bepöbeln vier Männer mehrere Asylbewerber und werfen Steine. |
| Wallersdorf                 | BY           | 7. Mai   | bewohnte Unterkunft              |                                  | Am 7. Mai warfen Unbekannte einen Molotowcocktail gegen die Fassade einer Unterkunft. |
| Büchen                      | SH           | 10. Mai  | bewohnte Unterkunft              |                                  | Am 10. Mai brachen fünf Jugendliche nachts die Haustür einer Unterkunft auf, randalierten im Hausflur, schlugen mit Steinen und mobilen Verkehrsschildern gegen Wohnungstüren. Polizisten waren schnell vor Ort und fassten die Täter. Sie wurden wegen Hausfriedensbruchs und Sachbeschädigung angeklagt. Ein Täter wurde zu 10 Monaten Haft verurteilt; die anderen vier erhielten Jugendarrest und Geldstrafen. |
| Schwerte                    | NW           | 10. Mai  | bewohnte Unterkunft              |                                  | Unbekannte beschmierten eine Flüchtlingsunterkunft mit einem Hakenkreuz. Der Staatsschutz ermittelt. |
| Bad Krozingen               | BW           | 10. Mai  | unbewohnte Unterkunft            |                                  | Mehrere Fensterscheiben eines Wohncontainers, der ab Ende Mai als Unterkunft für Flüchtlinge dienen soll, wurden zerstört. Die Ermittlungen laufen. |
| Zossen                      | BB           | 16. Mai  | unbewohnte Unterkunft            |                                  | In der Nacht auf den 16. Mai wird an einer geplanten Flüchtlingsunterkunft ein Feuer gelegt. Der Schaden bleibt gering. Zwei Rechtsextremisten aus dem Landkreis werden als dringend tatverdächtig festgenommen. |
| Berlin-Westend              | BE           | 17. Mai  | Geflüchtete                      | 1 Verletzter                     | In der Nacht auf den 17. Mai greift ein Mann drei Asylsuchende und einen Sicherheitsmitarbeiter mit einem Samurai-Schwert an und gibt dabei xenophobe Aussagen von sich. Ein Kosovare wird dabei verletzt. Bevor der Angreifer floh, richtete er eine Schusswaffe auf die Opfer. |
| Hannover                    | NI           | 17. Mai  | bewohnte Unterkunft              |                                  | Die Fassaden zweier Flüchtlingsunterkünfte wurden mit rassistischen Parolen und Nazisymbolik beschmiert. An das Gebäude im Stadtteil Kirchrode wurde demnach ein Hakenkreuz und „Frei, sozial & national“ gesprüht, im Stadtteil Bult „444 Ausländer raus“. |
| Weimar                      | TH           | 25. Mai  | Geflüchteter                     | 1 Verletzter                     | Am 25. Mai gab ein Unbekannter einem 40-jährigen serbischen Flüchtling, der an einer Bushaltestelle wartete, ohne Vorwarnung einen Kopfstoß und rief rassistische Parolen. Der Serbe erlitt einen Nasenbeinbruch. |
| Neckargemünd                | BW           | 25. Mai  | bewohnte Unterkunft              |                                  | Mindestens zweimal wurde mit einem Luftgewehr auf die Fenster einer Unterkunft für Asylsuchende geschossen. |
| Hoyerswerda                 | SN           | 3. Jun.  | Geflüchtete                      |                                  | In der Nacht zum 3. Juni wurde ein Brandanschlag auf die örtliche Notunterkunft für Asylbewerber verübt. Unbekannte hatten einen Behälter mit brennbarer Flüssigkeit in Richtung der ehemaligen Turnhalle geworfen, in der sich zu diesem Zeitpunkt 27 Menschen befanden. Der Brandsatz flog gegen die Rückseite des Hauses und fiel auf die Straße. Ein Wachmann löschte das Feuer. Die Ermittlungen laufen. Ein rassistisches Motiv wird vermutet. |
| Berlin-Westend              | BE           | 26. Jun. | Geflüchtete                      |                                  | Am 26. Juni wurde eine leicht entflammbare Flüssigkeit auf der Fassade einer Unterkunft aufgebracht. |
| Meißen                      | SN           | 28. Jun. | unbewohnte Unterkunft            |                                  | In der Stadt Meißen wurde in der Nacht zum 28. Juni 2015 ein Brandanschlag auf eine noch unbewohnte Unterkunft verübt. Die Täter gingen geplant vor, kappten die Stromzufuhr der Bewegungsmelder und stapelten in einem oberen Geschoss Matratzen und zündeten diese mit Brandbeschleuniger an. Es entstand ein Schaden von mindestens 100.000 Euro. Bei einem wiederholten Anschlag am 14. August, bei dem unbekannte Täter in die oberen Wohnungen einbrachen, wurde versucht, das Gebäude unter Wasser zu setzen, was nicht gelang, da das Wasser abgestellt war. Der Bauunternehmer und seine Frau wurden mehrfach bedroht. Am 2. Dezember 2015 gab es Hausdurchsuchungen bei sieben Tatverdächtigen. Zwei Beschuldigte räumten laut Staatsanwaltschaft eine Tatbeteiligung und fremdenfeindliche Motive ein. |
| Lübeck-Kücknitz             | SH           | 29. Jun. | unbewohnte Unterkunft            |                                  | Am 29. Juni 2015 wurden in einem Rohbau für ein Asylbewerberheim an zwei Stellen Feuer gelegt und fremdenfeindliche Schmierereien angebracht. Mindestens ein Tatverdächtiger konnte ermittelt werden. |
| Mengerskirchen              | HE           | 1. Jul.  | unbewohnte Unterkunft            |                                  | In der Nacht zum 1. Juli 2015 wurde eine geplante Flüchtlingsunterkunft im Mengerskirchen mit Schweineköpfen, Innereien und Schmierereien beschmutzt. |
| Böhlen (Sachsen)            | SN           | 12. Jul. | bewohnte Unterkunft              |                                  | Auf ein Flüchtlingsheim in Böhlen bei Leipzig wurden in der Nacht zum 12. Juli 2015 scharfe Schüsse abgegeben. Eine Fensterscheibe und Teile der Fassadenverglasung gingen zu Bruch. Verletzt wurde niemand. Die Täter konnten nicht ermittelt werden. |
| Prien am Chiemsee           | BY           | 14. Jul. | Unterkunft                       |                                  | Am 14. Juli steckten Unbekannte den Keller einer Unterkunft in Brand. Eingelagerte Gegenstände wurden beschädigt. |
| Reichertshofen              | BY           | 16. Jul. | unbewohnte Unterkunft            |                                  | Unbekannte zündeten in der Nacht auf den 16. Juli 2015 ein künftiges Asylbewerberheim an. Das Feuer brach an zwei Eingängen des Gebäudekomplexes aus. Die Täter konnten nicht ermittelt werden. |
| Remchingen                  | BW           | 18. Jul. | unbewohnte Unterkunft            |                                  | Am 18. Juli wurde ein zweistöckiges Haus angezündet, das auf seine Eignung als Unterbringungsmöglichkeit für 20 Flüchtlinge geprüft wurde. Es brannte aus. Bereits zuvor waren Scheiben eingeschlagen worden. Am 19. Oktober wurde ein vorbestrafter Tatverdächtiger aufgrund von DNA-Spuren am Tatort festgenommen. Gegen den Tatverdächtigen wurde Anklage erhoben. |
| Waldaschaff                 | BY           | 18. Jul. | Unterkunft                       |                                  | Am 18. Juli brannte ein Papiercontainer einer Unterkunft. Sowohl ein technischer Defekt als auch die Benutzung von Brandbeschleuniger wird ausgeschlossen. |
| Sangerhausen                | ST           | 22. Jul. | bewohnte Unterkunft              |                                  | Am 22. Juli warfen mehrere Jugendliche Steine auf die Satellitenanlage einer Flüchtlingsunterkunft. Nachdem ein Bewohner sie am frühen Morgen vom Fenster aus vertreiben konnte, seien die jungen Männer und Frauen jedoch bald darauf wieder zurückgekehrt und haben fremdenfeindliche Parolen gerufen. Einer zeigte den Hitlergruß. Der Staatsschutz ermittelt. |
| Dresden                     | SN           | 24. Jul. | Flüchtlinge und Helfer           | drei Verletzte                   | Am 24. Juli wurde sehr kurzfristig der Aufbau einer Zeltlagers für die Erstaufnahme von Flüchtlingen in der Bremer Straße im Stadtteil Friedrichstadt begonnen, auch um überfüllte Einrichtungen in Chemnitz zu entlasten. Im Anschluss an eine NPD-Demonstration am nächsten Tag versuchten 30 Personen auf das Gelände zu gelangen. Es kam zu Rangeleien mit der Polizei, und durch das Werfen von Flaschen, Feuerwerkskörpern und weiteren Gegenständen wurden 3 Personen verletzt. Bereits beim Aufbau des Zeltlagers wurden Mitarbeiter des Deutschen Roten Kreuzes (DRK) angegriffen. Bereits wenige Tage später gab es deutliche Kritik an den hygienischen Zuständen des Lagers durch Ärzte des DRK und demonstrierende Flüchtlinge. Gerhard Ehninger, Mediziner am Dresdner Uniklinikum, sprach dabei von einer „humanitären Katastrophe“. DRK-Landeschef Rüdiger Unger sagte „So etwas haben unsere Rot-Kreuz-Helfer noch nie auf der Welt bei humanitären Einsätzen erlebt.“ Flüchtlingen, freiwilligen Helfern und selbst den ehrenamtlichen arbeitenden Ärzten wurde untersagt, mit der Presse zu sprechen. Zwei Ärzten des DRK wurde nach Interviews der Zutritt zum Lager verwehrt. |
| Dresden                     | SN           | 26. Jul. | geplante Unterkunft              |                                  | Am 26. Juli wurden aus einer Gruppe von 30 Personen die Scheiben einer geplanten Unterkunft für Asylsuchende im Stadtteil Stetzsch durch Steinwürfe zerstört. Am 29. Juli wurde, wie vermutlich auch am Tag der offenen Tür am 25. Juli, unangenehm riechende Buttersäure im Haus verbreitet. |
| Brandenburg an der Havel    | BB           | 26. Jul. | Wohnung                          |                                  | In der Nacht auf den 26. Juli 2015 wurde eine mit Brandbeschleuniger getränkte Zeitung vor der Wohnungstür einer geflüchteten Familie entzündet sowie ein Türspion überklebt. |
| Büttelborn                  | HE           | 28. Jul. | Unterkunft                       |                                  | Am 28. Juli wurde ein Carport durch einen Brand zerstört, die Fenster einer Flüchtlingsunterkunft nebenan gingen zu Bruch. |
| Lunzenau                    | SN           | 28. Jul. | unbewohnte Unterkunft            |                                  | In der Nacht des 28. auf den 29. Juli wurde durch Aufdrehen der Wasserhähne oder Abmontieren der Armaturen in allen Etagen ein künftiges Asylbewerberheim unter Wasser gesetzt und unbewohnbar gemacht. Bei einem zweiten Anschlagsversuch mit drei Molotowcocktails zwei Nächte später wurden durch den ausgelösten Brand mehrere Fensterscheiben und Jalousien zerstört. |
| Balingen                    | BW           | 30. Jul. | Unterkunft                       |                                  | Am 30. Juli wurden rund ein Liter Benzin auf der Kellertreppe einer Unterkunft verschüttet. |
| Haldensleben                | ST           | 6. Aug.  | bewohnte Unterkunft              |                                  | Am 6. und am 11. August legten Unbekannte Feuer im Keller eines Wohnhauses, in dem auch Geflüchtete leben. |
| Duisburg                    | NW           | 7. Aug.  | bewohnte Unterkunft              |                                  | Am 7. August brannte ein Müllcontainer vor einer Unterkunft. |
| Guben                       | BB           | 7. Aug.  | Asylsuchender                    | 1 Verletzter                     | Ein 22-Jähriger attackierte am 7. August einen 35-jährigen Asylsuchenden aus Eritrea unvermittelt von hinten. Er schlug ihm auf die Schulter und trat ihn, sodass das Opfer stürzte und sich verletzte. Der Täter verfolgte ihn dann und beleidigte ihn mit rassistischen Sprüchen. Der Angreifer ist polizeibekannt. |
| Frankfurt (Oder)            | BB           | 7. Aug.  | Menschengruppe                   | 1 Verletzter                     | Zum Ende einer Lichtinstallation wurden in der Stadt mehrere Menschen, darunter Flüchtlinge, von einer Männergruppe beleidigt. Der Staatsschutz ermittelt. Zuvor hatten mehrere Männer einem 23-Jährigen aus Gambia, der seit 10 Jahren in der Stadt lebt, den Hitler-Gruß gezeigt und ihn darauf angegriffen. Er kam mit Kopfverletzungen ins Krankenhaus. |
| Hennigsdorf                 | BB           | 10. Aug. | Flüchtlinge                      | 2 Verletzte (davon einer schwer) | Ein 37-Jähriger verletzte in der Nacht zum 10. August zwei afrikanische Flüchtlinge mit einer abgebrochenen Bierflasche. Beide wurden verletzt, einer schwer. Der Täter sei für seine „latent ausländerfeindliche Haltung“ bekannt und habe beim Angriff rassistische Beleidigungen gerufen. Gegen ihn wird wegen versuchten Totschlags und Körperverletzung ermittelt. |
| Rathenow                    | BB           | 11. Aug. | bewohnte Unterkunft              |                                  | In der Nacht zum 11. August wurde eine Flüchtlingsunterkunft mit Eiern beworfen. |
| Sonneberg                   | TH           | 11. Aug. | bewohnte Unterkunft              | 3 Verletzte                      | Am Morgen des 11. August brannte es in einem Plattenbau, der auch als Unterkunft für einige Flüchtlinge fungiert. Die Polizei geht von Brandstiftung aus. Drei Asylbewerber wurden mit Verdacht auf Rauchgasvergiftung in ein Krankenhaus eingeliefert. |
| Königs Wusterhausen         | BB           | 11. Aug. | bewohnte Unterkunft              |                                  | Unbekannte legten am 11. August Feuer in einer Gaststätte neben einer Unterkunft. |
| Niederstedem                | RP           | 13. Aug. | bewohnte Unterkunft              |                                  | Am 13. August stecken bisher Unbekannte Nachts eine Flüchtlingsunterkunft an. Die Bewohner waren zur Tatzeit nicht zuhause. Das Gebäude im Eifeldorf stand in Flammen. |
| Bockau                      | SN           | 15. Aug. | bewohnte Unterkunft              |                                  | In der Nacht zum 15. August warfen Unbekannte zwei Pflastersteine in ein Fenster eines auch von Asylbewerbern bewohnten Wohnhauses. |
| Wittenberg                  | ST           | 16. Aug. | Menschengruppe, Polizei          | 1 Verletzter                     | In der Nacht zum 16. August kam es zu einer Auseinandersetzung zwischen einer mehreren Asylbewerbern und einer weiteren Gruppe von acht bis zehn Personen. Später skandierten etwa 30 Rechtsradikale im örtlichen Schlosspark rassistische Parolen und verletzten, als die Versammlung aufgelöst werden sollte, einen Polizisten. Gegen mehrere Personen wird ermittelt. |
| Drögeheide                  | MV           | 17. Aug. | bewohnte Unterkunft              |                                  | Unbekannte feuerten Feuerwerkskörper auf die örtliche Asylbewerberunterkunft und gaben mehrere Schüsse mit einer Schreckschusspistole ab. Die Täter flüchteten unerkannt mit dem Auto. |
| Berlin-Marzahn              | BE           | 20. Aug. | bewohnte Unterkunft              |                                  | Am 20. August warfen drei Personen brennende Holzlatten auf das Gelände einer Unterkunft in Marzahn. Zudem wurden in Berlin-Lichtenberg zwei an einer zukünftigen Flüchtlingsunterkunft eingesetzte Mitarbeiter eines Sicherheitsdienstes von einer Menschengruppe rassistisch beleidigt. Laut Polizeibericht wurde der Hitlergruß gezeigt. |
| Heidenau                    | SN           | 21. Aug. |                                  |                                  | Am 21. August begannen fremdenfeindliche Ausschreitungen in Heidenau, einer Stadt, die an Dresden angrenzt. |
| Neustadt an der Waldnaab    | BY           | 21. Aug. | bewohnte Unterkunft              |                                  | In den frühen Morgenstunden des 21. August wurde in einem Gemeinschaftsraum eines bewohnten Flüchtlingsheims ein Feuer gelegt. Ein Bewohner hatte zuvor zwei Personen bemerkt, die aus einem Fenster im Erdgeschoss stiegen und wegliefen. Eine dritte Person habe vor der Unterkunft gewartet. |
| Berlin                      | BE           | 22. Aug. | Familie                          |                                  | Am Abend des 22. August beleidigten zwei Männer eine Mutter mit ihren zwei Kindern in einer Berliner S-Bahn rassistisch und riefen Nazi-Parolen. Einer der beiden urinierte auf die Kinder. Im Oktober wurde Haftbefehl gegen die zwei Täter erlassen. Beide sind regelmäßige Teilnehmer der Demonstrationen des Berliner Pegida-Ablegers „Bärgida“. |
| Espelkamp                   | NW           | 23. Aug. | Unterkunft                       |                                  | Am 23. August legten Unbekannte einen Brand und beschädigten dadurch die Fenster eines Wohncontainers. |
| Sonnenleithe                | SN           | 23. Aug. | Asylsuchende                     | 1 Verletzter                     | Am 23. August beleidigte ein 20-Jähriger vor dem örtlichen Hallenbad auf dem Beifahrersitz eines Autos sitzend eine Gruppe Asylsuchender. Als diese auf das Fahrzeug zugehen besprühte er die Flüchtlinge mit Reizgas. Ein 22-jähriger Geflüchteter wurde leicht verletzt. |
| Weissach im Tal             | BW           | 24. Aug. | unbewohnte Unterkunft            |                                  | Am frühen Morgen des 24. August brannte es in einem Haus, das bereits 2005 Ziel eines Anschlags war. In das Haus sollten Flüchtlinge einziehen, aber es wurde dabei komplett zerstört. |
| Nauen                       | BB           | 25. Aug. | unbewohnte Unterkunft            |                                  | Unbekannte legten in der Nacht zum 25. August in einer Turnhalle Feuer, die ab September als Unterkunft für 100 Menschen vorgesehen war. Sie brannte vollständig nieder. Es handelte sich um den schwersten Brandanschlag gegen eine Asylbewerberunterkunft in Brandenburg seit 20 Jahren. Die Staatsanwaltschaft ermittelt wegen Bildung einer kriminellen Vereinigung gegen eine rechte Gruppierung, deren Anführer ein Mitglied der NPD ist. Innenminister Karl-Heinz Schröter bezeichnete die Organisation als eine rechte Stadtguerilla, die für zahlreiche rechte Anschläge in der Region verantwortlich sei. Die Oberstaatsanwaltschaft sah ferner den Anfangsverdacht der Bildung einer terroristischen Vereinigung. Im Februar 2017 wurden die beiden Haupttäter zu acht bzw. sieben Jahren Haft verurteilt. Vier weitere Beteiligte erhielten Gefängnisstrafen von bis zu zwei Jahren, die zur Bewährung ausgesetzt wurden. |
| Döbeln                      | SN           | 25. Aug. | bewohnte Unterkunft              |                                  | In der Nacht vom 24. August auf den 25. August zündeten vermutlich drei Personen vor einer Flüchtlingsunterkunft zwei Mülltonnen an. |
| Parchim                     | MV           | 25. Aug. | bewohnte Unterkunft              |                                  | Zwei betrunkene Männer im Alter von 29 und 31 Jahren drangen am späten Abend des 25. August in eine Flüchtlingsunterkunft ein, einer der beiden war mit einem Messer bewaffnet. Bei der Festnahme der flüchtenden Männer tätigten diese fremdenfeindliche Äußerungen. |
| Leipzig                     | SN           | 26. Aug. | unbewohnte Unterkunft            |                                  | In der Nacht auf den 26. August warf ein vermummter Mann einen Brandsatz in eine Flüchtlingsunterkunft. Am darauf folgenden Tag sollten dort 56 Menschen einziehen. |
| Hannover-Bothfeld           | NI           | 26. Aug. | unbewohnte Unterkunft            |                                  | Im Rohbau eines neuen Asylbewerberheims brach in der Nacht zum 26. August ein Feuer aus. Dämmmaterial stand in Flammen und erhitzte Flaschen mit Propangas, die Dachkonstruktion wurde beschädigt. Brandermittler der Polizei gehen von Brandstiftung aus. |
| Oschersleben                | ST           | 27. Aug. | Unterkunft                       |                                  | Unbekannte setzten am 27. August Mülltonnen einer Flüchtlingsunterkunft in Brand. |
| Salzhemmendorf              | NI           | 28. Aug. | bewohnte Unterkunft              |                                  | In der Nacht auf den 28. August 2015 warfen drei Personen einen Molotowcocktail in die Wohnung von Asylbewerbern. Eine dort lebende Mutter und ihre drei Kinder blieben unverletzt, weil sie sich im Nebenzimmer aufhielten. Über 30 Bewohner mussten evakuiert werden. Noch am Abend wurden drei Tatverdächtige festgenommen, von denen zwei wegen politisch motivierter Taten polizeibekannt waren. Die Täter waren geständig. Sie hatten zuvor mehrere Flaschen Bier und knapp zwei Flaschen Weinbrand getrunken, rechtsextreme Musik gehört und den Molotowcocktail hergestellt. Anschließend habe die vorgeblich nüchterne Frau das Auto zum Tatort gefahren. Die zuständige Staatsanwaltschaft Hannover warf den Verdächtigen gemeinschaftlichen versuchten Mord in Tateinheit mit schwerer Brandstiftung wegen rassistischer Motive vor. Am 17. März 2016 wurde das Urteil gefällt. Das Landgericht Hannover verurteilte die Täter zu mehrjährigen Haftstrafen. Der 31-jährige Haupttäter muss wegen versuchten Mordes und Brandstiftung acht Jahre ins Gefängnis. Der 25 Jahre alte Mittäter erhielt sieben Jahre Haft. Eine 24-jährige Frau, welche die beiden Männer zum Tatort gefahren hatte, wurde zu viereinhalb Jahren Haft verurteilt. Sie wurde als Mittäterin, nicht als Gehilfin verurteilt. |
| Aue                         | SN           | 28. Aug. | Unterkunft                       |                                  | Am Morgen des 28. August 2015 brannte der Dachstuhl eines Flüchtlingsheimes. Die Lokalpresse verkündet, dass es seit vier Tagen bereits mehrmals auf dem Gelände des Flüchtlingsheimes gebrannt hat. Die Polizei bestätigt, dass in der Nacht auf den 28. August 2015 Müllcontainer vor dem Flüchtlingsheim gebrannt haben. |
| Lebach                      | SL           | 28. Aug. | Flüchtling                       | 1 Verletzter                     | Am 28. August stoppte ein etwa 20 bis 30 Jahre alter Unbekannter sein Auto neben einem 19-jährigen syrischen Flüchtling in der Nähe des Bahnhofs, stieg aus und schlug ihm mit der Faust ins Gesicht. Der Angegriffene wurde leicht verletzt. Der Staatsschutz des Landeskriminalamts Saarland vermutet eine fremdenfeindliche Motivation. |
| Lübeck                      | SH           | 28. Aug. | Asylsuchender                    | 1 Verletzter                     | Am 28. August gegen 19.20 Uhr sprachen zwei Männer einen 31-jährigen Syrer zunächst an und attackierten ihn dann. Anschließend flüchteten sie vom Tatort. Der Asylsuchende wurde verletzt. Nur eine halbe Stunde danach gab es einen Steinwurf gegen die Scheiben einer im Bau befindlichen Flüchtlingsunterkunft im Stadtteil Marli. Zudem wurden von mehreren Männern NPD-Aufkleber mit der Aufschrift „Asylantenheim? Nein Danke“ an die Container geklebt. Unweit des Tatorts konnte die Polizei kurz darauf sieben Männer im Alter von 29 bis 42 Jahren festnehmen, die dem Staatsschutz als rechts bekannt sind, darunter auch den Tatverdächtigen des Angriffs auf den Syrer. Alle Tatverdächtigen wurden aus dem Gewahrsam entlassen. Die Ermittlungen laufen. |
| Pasewalk                    | MV           | 29. Aug. | Asylsuchender                    | 1 Verletzter                     | In der Nacht auf den 29. August beleidigte ein 23-Jähriger einen syrischen Asylbewerber zunächst rassistisch und schlug ihm dann auf offener Straße ins Gesicht. Gegen den Täter wurde Anzeige wegen Körperverletzung erstattet. |
| Merseburg                   | ST           | 30. Aug. | bewohnte Unterkunft              |                                  | Ein Interkulturelles Zentrum, in dem auch Asylsuchende wohnen, wird von Unbekannten in Brand gesteckt. Zwei Bewohner löschten das Feuer. |
| Halbe                       | BB           | 2. Sep.  | bewohnte Unterkunft              | 35 Verletzte                     | In der Nacht auf den 2. September 2015 drang ein unter Drogeneinfluss stehender 28-Jähriger in eine Flüchtlingsunterkunft ein und verletzte 35 Menschen mit Pfefferspray. 14 Personen wurden ins Krankenhaus gebracht, darunter 5 Kinder. |
| Witten                      | NW           | 3. Sep.  | bewohnte Unterkunft              |                                  | In der Nacht zum 3. September schlugen Unbekannte bei einer zukünftigen Unterkunft für 30–50 schwer traumatisierte Asylbewerber eine Fensterscheibe ein und legten dann mit Brandbeschleunigern Feuer. Der Staatsschutz ermittelt. Der geplante Bezug soll weiterhin noch im September erfolgen, allerdings wurden die Sicherheitsmaßnahmen erhöht. Die 36 Zimmer des ehemaligen Gästehauses hatten vier Jahre lang leer gestanden. |
| Heppenheim                  | HE           | 30. Aug. | bewohnte Unterkunft              | ein Schwerverletzter             | Beim Brand einer Flüchtlingsunterkunft, in der sich zu dem Zeitpunkt mehr als 60 Menschen u. a. aus Eritrea, dem Irak, Somalia, Syrien aufhielten, wurden in der Nacht zum 4. September mehrere Menschen verletzt, einer schwer. Der Brand brach im Eingangsbereich der Unterkunft aus, die Ursache wurde nicht restlos geklärt. Sowohl ein technischer Defekt als auch die Benutzung von Brandbeschleunigern wurden als Brandursache ausgeschlossen. Zwar konnte die Feuerwehr den Brand schnell löschen, das Haus war danach jedoch nicht bewohnbar. |
| Dortmund                    | NW           | 6. Sep.  | geplante Unterkunft              |                                  | Unbekannte Täter versuchten in der Nacht zum 6. September in einer ehemaligen Förderschule, die in eine Unterkunft für Asylsuchende umgebaut werden soll, Feuer zu legen. Es kam jedoch nur zu einer Rauchentwicklung. |
| Neckargemünd                | BW           | 6. Sep.  | bewohnte Unterkunft              |                                  | In der Nacht auf Sonntag, den 6. September 2015 warfen unbekannte Täter zwei Rauchbomben in die Hofanlage der Flüchtlingsunterkunft, die bereits im Mai Ziel einer Attacke gewesen war. |
| Ebeleben                    | TH           | 7. Sep.  | geplante Unterkunft              | mehrere Verletzte                | In der späten Nacht auf den 7. September 2015 geriet zunächst eine ehemalige Schule, in der Asylbewerber untergebracht werden sollten, in Brand. Kurz darauf brannten im Ortsteil Rockensußra 3 Dachstühle. Noch in der Nacht wurde mit Fährtenhunden und einem Hubschrauber nach den Tätern gesucht. |
| Bleicherode                 | TH           | 7. Sep.  | geplante Unterkunft              |                                  | Unbekannte versuchen am 8. September ein Gebäude in Brand zu setzen, das kurzzeitig im Gespräch für eine Unterkunft war. Zudem beschmieren sie das Gebäude mit Parolen. |
| Rottenburg am Neckar        | BW           | 7. Sep.  | bewohnte Unterkunft              | fünf Verletzte                   | In der Nacht auf den 7. September 2015 brach in einem mehrstöckigen Wohncontainer einer Asylbewerberunterkunft Feuer aus. Die Unterkunft war bewohnt und mindestens 5 Menschen wurden verletzt. |
| Berlin-Marzahn              | BE           | 9. Sep.  | bewohnte Unterkunft              |                                  | Unbekannte werfen am 9. September ein brennendes bengalisches Feuer auf das Gelände einer Flüchtlingsunterkunft. |
| Gersheim                    | SL           | 9. Sep.  | geplante Unterkunft              |                                  | In der Nacht auf den 9. September 2015 brach in einer leerstehenden Schule ein Feuer aus. Es war vorgesehen, in der ehemaligen Schule Flüchtlinge unterzubringen. Eine vorsätzliche Brandstiftung wird vermutet. |
| Gerstungen                  | TH           | 11. Sep. | geplante Unterkunft              |                                  | In der Nacht auf den 11. September 2015 zündeten Unbekannte ein leerstehendes Gebäude an, das auf Initiative der Eigentümerin als Flüchtlingsunterkunft dienen sollte. |
| Berlin-Marzahn              | BE           | 12. Sep. | bewohnte Unterkunft              |                                  | Eine Gruppe von 3 Neonazis, die zuvor bereits an der Containerunterkunft für Asylsuchende am Blumberger Damm Parolen gerufen hatte, versuchte am 12. September auf das Geländer der Notunterkunft für Asylsuchende am Glambecker Ring zu gelangen. Der Versuch, das Tor zu öffnen, konnte durch den Sicherheitsdienst verhindert werden. Als der Sicherheitsdienst sich zurückzog, wurden sie mit einer Glasflasche beworfen, die jedoch nicht traf. |
| Eisbergen                   | NW           | 14. Sep. | bewohnte Unterkunft              |                                  | Am Abend des 14. September wurde ein Brandanschlag auf die örtliche Asylbewerberunterkunft verübt. In dem Haus befanden sich zu diesem Zeitpunkt 37 Personen. Da der Molotowcocktail gegen die Fassade flog, blieben nach Löschen des Feuers durch die Bewohner nur Rußspuren zurück. Ende Oktober 2015 meldete die Polizei die Festnahme der mutmaßlichen Täter. Anhand von DNA-Spuren an einem Beweisstück am Tatort konnte ein 29-Jähriger ermittelt werden, wie Polizei und Staatsanwaltschaft in Bielefeld mitteilten. Er gestand die Tat ebenso wie sein 33-jähriger Komplize. Sie hätten mit dem Brandanschlag ein Zeichen gegen Flüchtlinge setzen wollen. Der 29-Jährige wurde wegen versuchter schwerer Brandstiftung in Untersuchungshaft genommen. |
| Lünen                       | NW           | 16. Sep. | bewohnte Unterkunft              |                                  | In der Nacht zum 16. September gab es mehrere Schüsse in der Nähe der Flüchtlingsunterkunft. Am Straßenrand fand die Polizei mehrere Patronenhülsen. In der Nacht zum 8. November kam es zu einem ähnlichen Vorfall, bei dem die Polizei 2 Tatverdächtige stellen und mehrere Schreckschusspistolen finden konnte. |
| Grimmen                     | MV           | 17. Sep. | Geflüchtete                      |                                  | Zwei Männer attackierten das Grillfest eines Asylbewerbers und seiner Familie. Stark alkoholisiert warfen sie zunächst den Grill um und schlugen dann auf den 23-Jährigen ein. Die Polizei schließt einen rassistischen Hintergrund nicht aus. |
| Berlin-Marzahn              | BE           | 17. Sep. | Geflüchtete                      |                                  | Am Nachmittag des 17. September wurden zwölf Asylsuchende im Alter von zehn bis 17 Jahren und zwei Studentinnen von etwa zehn Männern mit rechtsextremen Tätowierungen und Kleidung von Thor Steinar unter anderem mit den Worten „Wir schlitzen euch auf“ bedroht und beschimpft. Außerdem spuckten sie den Flüchtlingen, die sich schließlich in das Wohnheim retteten, vor die Füße. |
| Berlin-Marzahn              | BE           | 18. Sep. | Geflüchtete                      |                                  | Am Abend des 18. September wurden 5 Kinder zwischen 8 und 12 Jahren aus der Unterkunft am Glambecker Ring für Asylsuchende massiv bedroht. Die Gruppe von ca. 30 schwarz gekleideten und teilweise vermummten Personen beleidigte die Kinder rassistisch und forderte sie auf, die Bundesrepublik zu verlassen. Einer der Männer zog ein langes Messer und ging damit auf die Kinder zu, woraufhin diese sich in das Asylbewerberheim zurückzogen. |
| Bischofswerda               | SN           | 18. Sep. | bewohnte Unterkunft, Geflüchtete |                                  | Etwa 100 Rechtsextreme und einige Schaulustige versperrten am Abend des 18. September die Zufahrt zu einer Notunterkunft in einer Halle für Flüchtlinge, skandierten fremdenfeindliche Parolen und bewarfen einen Bus mit Asylsuchenden mit einer Flasche. Die Flüchtlinge konnten nur mit Polizeischutz ihre Unterkunft betreten. Schon tags zuvor bei der Ankunft der ersten Flüchtlinge war die Polizei mit großem Aufgebot angerückt. Etwa 50 bis 70 Personen pöbelten gegen die Flüchtlinge, 30 versuchten die Zufahrt zu versperren. |
| Riedlingen                  | BW           | 19. Sep. | bewohnte Unterkunft              |                                  | In der Nacht auf den 19. September schmierten Unbekannte acht spiegelverkehrte Hakenkreuze sowie fremdenfeindliche Parolen rund um das Gebäude einer Gemeinschaftsunterkunft mit 47 syrischen Geflüchteten und zündeten Papiercontainer an. |
| Wertheim                    | BW           | 20. Sep. | geplante Unterkunft              |                                  | In der Nacht zum 20. September gab es einen Brandanschlag auf eine geplante Notunterkunft. Das Gebäude war danach einsturzgefährdet und nicht mehr nutzbar. Erst am Tag zuvor waren 330 Betten in der ehemaligen Sporthalle aufgestellt worden. |
| Laage                       | MV           | 20. Sep. | geplante Unterkunft              |                                  | Im Landkreis Rostock kam es am Vormittag des 20. September zu einem Brandanschlag auf eine geplante Asylbewerberunterkunft, bei dem der Dachstuhl zerstört wurde. Ende August hatte der Landkreis darüber informiert, dass in dem betreffenden Gebäude sechs asylsuchende Familien aufgenommen werden sollten. |
| Freital                     | SN           | 20. Sep. | bewohnte Unterkunft              |                                  | In der Nacht zum 20. September wurde von Unbekannten mit Pyrotechnik ein Anschlag auf eine Unterkunft für Geflüchtete verübt. Der auf einem Fensterbrett entzündete Feuerwerkskörper zerschlug eine Scheibe. Am Abend des 20. September wurde zudem ein Anschlag auf das örtliche Büro der Linkspartei verübt. Auch hier ging eine Scheibe ging zu Bruch. |
| Niederau                    | SN           | 25. Sep. | geplante Unterkunft              |                                  | Am Abend des 25. September zogen rund 200 Personen, darunter Rechtsextreme, vor die noch nicht bezogene Flüchtlingsunterkunft. Mitarbeiter des THW wurden beschimpft und attackiert, eine Zufahrt zu dem ehemaligen Supermarkt wurde vorübergehend mit Autos blockiert. In der Nacht zum 26. September randalierten dann etwa 20 zum Teil betrunkene Personen vor der Unterkunft. Am 26. September zogen unter massivem Polizeischutz die ersten Asylsuchenden ein, insgesamt sollen etwa 500 Menschen dort unterkommen. |
| Bremen-Blumenthal           | HB           | 26. Sep. | geplante Unterkunft              |                                  | Am Vormittag des 26. September kam es im Stadtteil Blumenthal zu einem versuchten Brandanschlag mit Brandbeschleunigern auf ein Zelt, das ab Oktober als Notunterkunft dienen sollte. Polizei und Staatsschutz ermitteln. |
| Heidenau                    | SN           | 26. Sep. | Geflüchtete                      | zwei Verletzte                   | Am Abend des 26. September wurden vier Flüchtlinge aus Pakistan von mehreren, bisher unbekannten Jugendlichen mit Bierflaschen attackiert. Zwei Asylsuchende im Alter von 24 und 33 Jahren erlitten dabei Kopfplatz- und Schürfwunden, die ambulant behandelt werden mussten. Die Polizei dementierte entsprechende Berichte zunächst mehrfach, bestätigte sie aber letztlich am folgenden Tag. |
| Dresden                     | SN           | 26. Sep. | Geflüchtete                      | ein Verletzter                   | Am Dresdner Hauptbahnhof kam es am Abend des 26. September zu einem Übergriff auf einen 23-jährigen Asylbewerber aus Pakistan. Vier Personen griffen ihn verbal an und schubsten ihn. Als er gehen wollte, schlug einer mit einer Bierflasche dem Flüchtling auf den Hinterkopf. Auch eine Person, die dem Flüchtling zur Hilfe eilte, wurde beleidigt und geschubst. Drei der alkoholisierten Angreifer konnten gefasst werden. |
| Berlin-Marzahn              | BE           | 27. Sep. | Geflüchtete                      |                                  | Am 27. September wurde von der Polizei gemeldet, dass ein Mann einen zehnjährigen Geflüchteten auf einem Spielplatz am Nacken packte und fremdenfeindlich beleidigte. Zwei Mädchen, welchen den Jungen im Rahmen eines Schulprojektes begleiteten, kamen dem Jungen zu Hilfe, woraufhin der Mann auch diese beleidigte und dann unerkannt flüchtete. |
| Dresden                     | SN           | 28. Sep. | Geflüchtete                      | ein Verletzter                   | Am Abend des 28. September wurde einem 27-jährigen marokkanischen Flüchtling auf der Hauptstraße von einem Pärchen Reizgas ins Gesicht gesprüht. Vorher sollen sie ihn noch gefragt haben, was er in ihrem Land zu suchen habe. Der 27-jährige musste ins Krankenhaus gebracht werden. Es wird wegen gefährlicher Körperverletzung ermittelt. |
| Dresden                     | SN           | 28. Sep. | Geflüchtete                      | zwei Verletzte                   | Am selbigen Abend, dem 28. September, wurden zwei Flüchtlinge aus Tunesien und Marokko von einer Gruppe von 5–6 Mann zunächst verbal angegriffen und in einer folgenden Schlägerei mit Flaschen geschlagen und beworfen, woraufhin die Flüchtlinge in ein Krankenhaus kamen. Die Täter flüchteten unerkannt. Auch hier laufen Ermittlungen wegen gefährlicher Körperverletzung. |
| Oberteuringen               | BW           | 29. Sep. | unbewohnte Unterkunft            |                                  | Die Außenfassade einer noch nicht in Benutzung befindlichen Flüchtlingsunterkunft brannte und wurde zerstört. Auch einige Räume im Innern wurden beschädigt. Polizei und Staatsanwaltschaft schließen eine technische Ursache aus und vermuten Brandstiftung. In die frühere Lager- und Produktionshalle sollten bis November etwa 70 Flüchtlinge einziehen. Der Schaden beträgt etwa 20.000 Euro. |
| Bischhagen                  | TH           | 3. Okt.  | geplante Unterkunft              |                                  | Am Morgen des 3. Oktober brannte ein für die Unterbringung von Flüchtlingen geplantes Haus. Der Einzug der Flüchtlinge war für Montag, den 5. Oktober geplant. |
| Xanten                      | NW           | 3. Okt.  | geplante Unterkunft              |                                  | In der Nacht vom 3. auf den 4. Oktober kam es zu einem Brandanschlag auf ein Förderheim, welches zu einem Flüchtlingsheim umfunktioniert werden sollte. Die Täter verwendeten einen Molotowcocktail. Es kam zu Sach- aber keinen Personenschäden. |
| Altena                      | NW           | 4. Okt.  | bewohnte Unterkunft              |                                  | In der Nacht zum 4. Oktober kam es in einem von sieben syrischen Flüchtlingen bewohnten Wohnhaus zu einem Schwelbrand im Dachstuhl. Ein 23-jähriger Mann und ein 25-jähriger Feuerwehrmann gestanden die Tat. Da über die Tatmotive Uneinigkeit herrscht, könnte die Anklage nach Abschluss der Ermittlungen auf Brandstiftung statt versuchten Mordes oder versuchten Totschlags lauten. |
| Friemar                     | TH           | 4. Okt.  | bewohnte Unterkunft              |                                  | Am Morgen des 4. Oktober kam es zu einem Brand an vier mobilen Toiletten vor einer Turnhalle, in der Flüchtlinge untergebracht waren. Im Zuge des Brandes kam auch die Fassade der Turnhalle zu Schaden. |
| Chemnitz-Einsiedel          | SN           | 5. Okt.  | geplante Unterkunft              |                                  | Hunderte Menschen haben am Montagabend, den 5. Oktober, die Zufahrt zur geplanten Flüchtlingsunterkunft unter anderem mit mehreren Lastwagen vorübergehend versperrt, da angeblich Busse mit Flüchtlingen bereits auf dem Weg zur Unterkunft seien. |
| Dresden-Prohlis             | SN           | 6. Okt.  | geplante Unterkunft              |                                  | In der Nacht vom 6. auf den 7. Oktober wurde ein Brandanschlag mit Molotowcocktails auf eine Schule verübt, die ab Freitag, den 9. Oktober, als Asylunterkunft gedacht war. |
| Wolde-Reinberg              | MV           | 7. Okt.  | geplante Unterkunft              |                                  | In der Nacht vom 7. auf den 8. Oktober haben Unbekannte ein Haus, welches für die Unterbringung von Flüchtlingen vorgesehen war, mit Steinen beworfen. Hierbei ging eine Fensterscheibe zu Bruch. Der polizeiliche Staatsschutz der Kriminalpolizeiinspektion Neubrandenburg nahm Ermittlungen auf. Eine politisch motivierte Tat wird nicht ausgeschlossen. |
| Sellin                      | MV           | 7. Okt.  | geplante Unterkunft              |                                  | Unbekannte leiteten am Mittwoch, den 7. Oktober, eine übelriechende Flüssigkeit von außen durch ein Fenster in den Speisesaal einer geplanten Flüchtlingsunterkunft. |
| Dresden-Prohlis             | SN           | 9. Okt.  | Veranstaltung                    |                                  | Am 9. Oktober kam es auf einer Willkommensaktion an einer Asylunterkunft zu Angriffen von Rechtsradikalen auf Gäste der Veranstaltung. Die Dialogveranstaltung wurde abgebrochen. In einem später mit der Sächsischen Zeitung geführten Interview machte der zuständige Revierchef der Polizei im Stadtteil Prohlis, Uwe Waurich, die Flüchtlingsinitiativen dafür verantwortlich, da eine Willkommensveranstaltung eine Provokation sei. |
| Trassenheide                | MV           | 11. Okt. | geplante Unterkunft              |                                  | Am Morgen des 11. Oktobers wurden zwei mit brennbarer Flüssigkeit gefüllte Glasflaschen gegen eine Hauswand eines Bürogebäudes geworfen, in dem 15 Flüchtlinge untergebracht werden sollten. Der Anschlag blieb weitgehend folgenlos. |
| Heidelberg                  | BW           | 11. Okt. | bewohnte Unterkunft              |                                  | Am frühen Morgen des 11. Oktober wurde ein gezielter Brandanschlag gegen eine Gemeinschaftsunterkunft für Flüchtlinge verübt. Die Verdächtigen sind zwei ehemalige Bewohner des Heims, der Fall wird vor der großen Strafkammer verhandelt. |
| Boizenburg/Elbe             | MV           | 12. Okt. | geplante Unterkunft              |                                  | In der Nacht zum Montag, den 12. Oktober brannte ein leerstehendes Mehrfamilienhaus aus, welches bis 2008 als Außenstelle des Verwaltungsgerichts Schwerin genutzt wurde. Für die Unterbringung von syrischen Flüchtlingen wurde das Gebäude gerade erst saniert. Der Sachschaden wurde auf 350.000 € geschätzt. Die Polizei geht von Brandstiftung aus. |
| Halle (Saale)               | ST           | 13. Okt. |                                  |                                  | In der Nacht zu Dienstag, den 13. Oktober, wurde Feuer in einer Gaststätte in der Innenstadt gelegt, nachdem dort am Montagabend ein regelmäßiges Flüchtlingstreffen stattgefunden hatte. Der Staatsschutz übernahm die Ermittlungen. |
| Waltrop                     | NW           | 13. Okt. | bewohnte Unterkünfte             |                                  | In der Nacht zu Dienstag, den 13. Oktober, wurden Hakenkreuze und rassistische Parolen in das Treppenhaus sowie die Außenwände drei weiterer Flüchtlingsheime gesprüht. Der Staatsschutz ermittelt. |
| Flensburg                   | SH           | 16. Okt. | geplante Unterkunft              |                                  | In der Nacht auf Freitag, den 16. Oktober. wurde ein Brandanschlag auf eine geplante Asylbewerberunterkunft verübt. Eine Wohnung im Erdgeschoss brannte vollständig aus. Personen kamen bei dem Anschlag nicht zu schaden. Der Staatsschutz nahm Ermittlungen auf. |
| Traben-Trarbach             | RP           | 17. Okt. | bewohnte Unterkunft              |                                  | In der Nacht auf Samstag, den 17. Oktober, wurde ein Brandanschlag auf eine Flüchtlingsunterkunft verübt. Bislang unbekannte Täter hatten eine Gummi-Fußmatte angezündet und sie gegen die hölzerne Haustür gelegt. Zeugen konnten damals verhindern, dass die Flammen auf das Haus übergriffen. In der Nacht vom 21. auf den 22. November 2015 grölte eine Gruppe von 10 Personen ausländerfeindliche Parolen und Drohungen vor dem Haus. |
| Halle (Saale)               | ST           | 19. Okt. | Veranstaltung                    |                                  | Nach einer der wöchentlichen Demonstrationen der „Friedensbewegung Halle“, an denen sich regelmäßig Neonazis beteiligten, wurde am Montag, den 19. Oktober nach Auflösung der Veranstaltung durch eine Gruppe von Teilnehmern der Montagsdemonstration die Fensterscheibe einer Gaststätte eingeworfen, auf welche bereits sechs Tage zuvor ein Brandanschlag verübt worden war. Zur Tatzeit fand im noch nutzbaren Teil der Gaststätte eine Veranstaltung von Flüchtlingen statt. Der Staatsschutz übernahm die Ermittlungen. |
| Landscheid-Burg             | RP           | 15. Okt. | geplante Unterkunft              |                                  | Laut Polizei verwüsteten Unbekannte zwischen dem 15. und 19. Oktober das ehemalige Hotel Viktoria und beschmierten die Wände mit Hakenkreuzen und rechtsextremen Parolen. Zuvor hatte der Besitzer das Hotel der Verbandsgemeinde Wittlich-Land als Flüchtlingsunterkunft angeboten. |
| Dresden                     | SN           | 20. Okt. | Unterkunft                       |                                  | Am 20. Oktober wurde ein Brandanschlag mit einem Molotowcocktail auf die zur Flüchtlingsunterkunft umfunktionierte Mensa der Technischen Universität Dresden vereitelt. |
| Berlin-Marzahn              | BE           | 22. Okt. | bewohnte Unterkunft              |                                  | Auf ein Hotel in der Rhinstraße in Marzahn wurde ein Anschlag mit Buttersäure verübt. Die gefährliche Flüssigkeit wurde im Eingangsbereich des Hotels verkippt, woraufhin die Feuerwehr anrücken musste, um die Gefahr für Hotelgäste abzuwenden. In dem Hotel sind unter anderem auch Geflüchtete untergebracht. Bereits am 2. Oktober 2015 wurde das Hotel Ziel eines Anschlags, als ein Sprengsatz im Eingangsbereich explodierte. |
| Buchholz in der Nordheide   | NI           | 24. Okt. | bewohnte Unterkunft              |                                  | Am 24. Oktober und in der Nacht zum 28. Oktober schmierten Unbekannte Hakenkreuze und fremdenfeindliche Schriftzüge an den Haupteingang einer Flüchtlingsunterkunft. |
| Blankenfelde-Mahlow         | BB           | 24. Okt. | geplante Unterkunft              |                                  | Am Wochenende des 24. und 25. Oktober gab es einen Schwelbrand in einem Flur einer ehemaligen Kindertagesstätte, die zu diesem Zeitpunkt zu einer Flüchtlingsunterkunft umgebaut wurde. Der Brand erlosch von selbst. Ein technischer Defekt oder eine Selbstentzündung konnte ausgeschlossen werden. Der Staatsschutz nahm die Ermittlungen nach den Brandstiftern auf. |
| Lampertheim                 | HE           | 25. Okt. | bewohnte Unterkunft              |                                  | Am Sonntag, den 25. Oktober, verschafften sich Unbekannte Zutritt zu einem Gebäude, welches zu einem Teil als Firmensitz und zu einem Teil als Flüchtlingsunterkunft verwendet wurde, verwüsteten die Räume und steckten sie anschließend in Brand. In der Flüchtlingsunterkunft waren zum Zeitpunkt der Tat 49 Menschen untergebracht. Laut Polizei gab es zunächst keine Hinweise auf einen fremdenfeindlichen Hintergrund. |
| Freiberg                    | SN           | 25. Okt. | bewohnte Unterkunft, Geflüchtete |                                  | Mit 200 Beamten musste die Polizei am 25. Oktober Flüchtlinge vor etwa 400 rechten Demonstranten schützen, die gegen die Ankunft von Flüchtlingen mit Sitzblockaden protestierten, Busse attackierten und Polizeiwagen mit Lebensmitteln bewarfen. Behördenangaben zufolge war die Stimmung aufgeheizt und aggressiv. |
| Bernburg (Saale)            | ST           | 27. Okt. | bewohnte Unterkunft              |                                  | In der Nacht auf den 27. Oktober 2015 wurde ein Fenster der Wohnung einer aus Indien stammenden Familie mit einem Stein eingeschlagen. Der Staatsschutz wurde eingeschaltet. |
| Neu Wulmstorf               | NI           | 27. Okt. | bewohnte Unterkunft              |                                  | In der Nacht zum 27. Oktober schrieben Unbekannte mehrere fremdenfeindliche Schriftzüge mit Kreide auf die Fahrbahn vor einer Unterkunft. Der Staatsschutz ermittelt. |
| Sebnitz                     | SN           | 25. Okt. | bewohnte Unterkunft              |                                  | In der Nacht zum 25. Oktober grölten vier vermummte junge Männer vor einer ehemaligen Obdachlosenunterkunft herum, in der neben weiteren Mietern in zwei Wohneinheiten sechs Geflüchtete wohnen, und warfen mit Steinen ein Fenster im Erdgeschoss ein. Die Scheibe der Haustür wurde eingetreten. Als ein aufgeschreckter Bewohner in das Treppenhaus ging, fand er sich vier Männern gegenüber, die fragten, „wo die Kanaken“ seien. Er alarmierte daraufhin die Polizei und die Täter flüchteten. |
| Frankenberg                 | SN           | 29. Okt. | bewohnte Unterkunft              | eine Verletzte                   | Am 29. Oktober gab es Tumulte vor einer Asylbewerberunterkunft. Aus einer Gruppe heraus wurde eine Bierflasche gegen ein Fenster der Unterkunft geworfen. Eine 25-Jährige erlitt einen Schock und wurde ambulant behandelt. Die Gruppe flüchtete noch vor Eintreffen der Polizei. Bereits vor der Tat hatte die Gruppe in Bahnhofsnähe ausländerfeindliche Parolen gegrölt. |
| Hannover                    | NI           | 30. Okt. | Geflüchtete                      | ein Verletzter                   | Ein junger Syrer wurde am Abend des 30. Oktober vor einer Asylbewerberunterkunft in der hannoverschen Südstadt von fünf Unbekannten angegriffen und verletzt. Die Angreifer hatten zuvor fremdenfeindliche Parolen aus einem fahrenden Auto gerufen und flüchteten nach der Tat. |
| Cossebaude                  | SN           | 31. Okt. | geplante Unterkunft              |                                  | Kurz nach Mitternacht am 31. Oktober bemerkten Anwohner einen Brand im leerstehenden Hotel auf der Breitscheidstraße. Das Gebäude war für Flüchtlinge vorgesehen. Die Feuerwehr konnte löschen. |
| Dippoldiswalde              | SN           | 31. Okt. | Unterkunft                       |                                  | Etwa eineinhalb Stunden nach dem Brand in Cossebaude stand in der gleichen Nacht eine Wohncontainer-Anlage in Dippoldiswalde in Flammen. Dieser Brand konnte leider nicht rechtzeitig gelöscht werden und die Anlage brannte völlig aus. |
| Wismar                      | MV           | 31. Okt. | Geflüchtete                      | zwei Verletzte                   | Am Samstag, 31. Oktober, gegen 21 Uhr attackierten mehrere Vermummte zwei syrische Flüchtlinge mit Baseballschlägern und anderen Waffen. Die beiden Verletzten mussten im Krankenhaus behandelt werden. |
| Freital                     | SN           | 1. Nov.  | bewohnte Unterkunft              | ein Verletzter                   | In der Nacht zum 1. November wurde mittels in Deutschland nicht zugelassener Pyrotechnik ein Anschlag auf eine Asylbewerberunterkunft verübt, bei dem eine Person verletzt und mehrere Fenster zerstört wurden. Vier Tage später durchsuchte die Polizei mehrere Wohnungen in Dresden und Freital von Verdächtigen, die auch der Angriffe auf Flüchtlingsunterstützer verdächtigt werden. |
| Magdeburg                   | ST           | 1. Nov.  | Geflüchtete                      | drei Verletzte                   | Am Sonntag, 1. November wurden drei syrische Flüchtlinge von einer Gruppe von 20 bis 30 Männern attackiert und verletzt. Sie traten und schlugen auf Kopf, Bauch und Rücken ein, teilweise mit Baseballschlägern. Als sie von zwei zufällig hinzukommenden Polizisten in Zivil gestört wurden, flüchteten die Täter. Nach Polizeiangaben wurde ein mutmaßlicher Täter im Alter von 24 Jahren vorläufig festgenommen. Die Opfer des Angriffs erlitten unter anderem Prellungen und Platzwunden im Gesicht, lädierte Rippen und mussten ambulant krankenhäuslich versorgt werden. Ein Syrer wurde bewusstlos geschlagen, seine Lippe aufgerissen und seine Nase zertrümmert. Die Polizei leitete Ermittlungen wegen gefährlicher Körperverletzung, schweren Landfriedensbruchs, Verstoßes gegen das Waffengesetz und Widerstands gegen Vollstreckungsbeamte ein. Der vorläufig Festgenommene war zum Zeitpunkt der Tat polizeilich bekannt. |
| Meerane                     | SN           | 2. Nov.  | Polizisten, Flüchtlingskonvoi    | zwei Verletzte                   | Am 2. November blockierten 80 Personen mehrere Busse mit Flüchtlingen mit Autos und durch Menschenansammlungen. Als Polizisten die Blockade auflösen wollten, wurden sie angegriffen und mit Böllern beworfen. Zwei Beamte wurden verletzt, drei Randalierer vorübergehend festgenommen. |
| Kruckow                     | MV           | 5. Nov.  | bewohnte Unterkunft              |                                  | Am 5. November warfen Unbekannte ein Fenster einer von syrischen Flüchtlingen bewohnten Unterkunft mit Glasflaschen ein. |
| Lobstädt                    | SN           | 7. Nov.  | geplante Unterkunft              |                                  | Am 7. oder 8. November drangen unbekannte Täter in eine ehemalige Berufsschule ein und legten dort Feuer, wodurch das Gebäude verrußt wurde und Scheiben zu Bruch gingen. Da die Unterkunft noch nicht bezogen war, wurde der Anschlag erst am 9. November bemerkt. |
| Peißen                      | ST           | 8. Nov.  | geplante Unterkunft              |                                  | In der Nacht zum 8. November wurden drei Brandsätze in ein leerstehendes Gebäude in Peißen bei Halle geworfen. Das Gebäude war als Flüchtlingsunterkunft in Betracht gezogen worden. Das Feuer konnte sich nicht ausbreiten. Der polizeiliche Staatsschutz ermittelt. |
| Beucha                      | SN           | 8. Nov.  | geplante Unterkunft              |                                  | Am 8. November drangen unbekannte Täter in ein Gebäude eines Steinbruchunternehmens ein und legten dort ein Feuer, das jedoch von selbst wieder erlosch. Außerdem verübten sie Sachbeschädigungen. Das Gebäude sollte demnächst als Unterkunft für Asylbewerber genutzt werden. |
| Berlin-Köpenick             | BE           | 9. Nov.  | bewohnte Unterkunft              |                                  | Am 9. November wurden zwei Schüsse mit einer Luftdruckwaffe auf eine Unterkunft für Geflüchtete abgegeben. Die Projektile prallten an den Fenstern ab. |
| Fuldatal                    | HE           | 11. Nov. | unbewohnte Unterkunft            |                                  | Am 11. November bemerkten Mitarbeiter eines Wachschutzes eine angesägte Gasleitung an einem Gastank zwischen einer bewohnten und einer noch unbewohnten Unterkunft für Geflüchtete. Eine Explosion konnte durch die Feuerwehr verhindert werden. Der Staatsschutz wurde eingeschaltet. |
| Bad Belzig                  | BB           | 11. Nov. | Geflüchtete                      |                                  | Am 11. November griffen drei Jugendliche eine Asylbewerberin aus Somalia an, als diese vom Einkaufen kam. Einer der Täter trat auf die hochschwangere Frau ein. |
| Crimmitschau                | SN           | 12. Nov. | bewohnte Unterkunft              |                                  | Am 12. November verübten sechs Personen einen Brandanschlag gegen eine bewohnte Asylbewerberunterkunft, bei der leichte Sachschäden entstanden. Die Staatsanwaltschaft beantragte mehrere Haftbefehle. Anfang Dezember wurden drei Haftbefehle wegen versuchten Mordes erlassen. |
| Trassenheide                | MV           | 15. Nov. | geplante Unterkunft              |                                  | Auf ein Bürogebäude, das demnächst als Flüchtlingsunterkunft benutzt werden sollte, wurde am 15. November ein Brandanschlag verübt, wodurch das Gebäude unbewohnbar wurde. Bereits im Oktober hatte es einen, allerdings folgenlosen, Brandanschlag auf das Gebäude gegeben. |
| Berlin                      | BE           | 21. Nov. | bewohnte Unterkunft, Geflüchtete |                                  | Am Abend gegen 22 Uhr dringen 6 Neonazis in das Gelände der Asylunterkunft am Glambecker Ring ein, beleidigen zwei vor der Unterkunft stehende Bewohner rassistisch und bespucken sie. Nur durch schnelles Ausweichen kann einer der Männer einem Schlag mit einer Bierflasche entgehen. |
| Jüterbog                    | BB           | 21. Nov. | Begegnungsstätte                 |                                  | Eine kirchliche Begegnungsstätte für Flüchtlinge wurde in der Nacht auf den 21. November durch eine Explosion beschädigt. Die Polizei ging von Brandstiftung und von einer vorsätzlichen Herbeiführung der Explosion durch Pyrotechnik aus. An einer Kundgebung am folgenden Tag nahmen unter anderem der brandenburgische Innenminister Karl-Heinz Schröter (SPD) und Landesbischof Markus Dröge teil. Als tatverdächtig gilt eine Neonazi-Zelle um den Nauener NPD-Politiker Maik Schneider, der vor dem Anschlag als Anmelder einer fremdenfeindlichen Demonstration in Jüterbog aufgetreten war. |
| Brandenburg an der Havel    | BB           | 27. Nov. | unbewohnte Unterkunft            |                                  | In der Nacht zum 27. November entstand durch einen Brandanschlag leichter Schaden an einer ehemaligen Schule, in die eineinhalb Wochen später Flüchtlinge einziehen sollten. |
| Zwickau                     | SN           | 1. Dez.  | Geflüchtete                      |                                  | Am Morgen des 1. Dezember wurde durch Sicherheitskräfte vor einer geplanten Unterkunft für Geflüchtete ein Gegenstand gefunden, der den Anschein einer Rohrbombe erweckte. Hinzugezogene Sprengstoffexperten erkannten, dass es sich um eine Attrappe handelte. Drei Verdächtige wurden festgenommen. |
| Eggesin                     | MV           | 1. Dez.  | Geflüchtete                      | 2 Verletzte                      | Am 1. Dezember griffen vier Deutsche zwei afghanische Geflüchtete von hinten an und traten auf die am Boden Liegenden ein. Anschließend flohen die Täter. Die Betroffenen wurden am Kopf verletzt und mussten im Krankenhaus behandelt werden. |
| Plauen                      | SN           | 1. Dez.  | Geflüchtete                      | Keine Angaben                    | Am Nachmittag des 1. Dezember überfielen zehn Jugendliche zwei aus Somalia stammende Flüchtlinge, als diese an einer Haltestelle Fahrkarten kaufen wollten. Nachdem sie die beiden Männer bedroht und geschlagen hatten, raubten sie einem der Flüchtlinge 200 Euro und verschwanden. Die Polizei vermutete einen fremdenfeindlichen Hintergrund. |
| Viechtach                   | BY           | 2. Dez.  | Geflüchtete                      |                                  | Am 2. Dezember warfen Unbekannte mit Steinen die Fensterscheibe einer Asylbewerberunterkunft ein. Es wurde niemand verletzt. Der Sachschaden wird auf rund 200 Euro geschätzt. |
| Herxheim                    | RP           | 4. Dez.  | unbewohnte Unterkunft            |                                  | In der Nacht zum 4. Dezember warfen Unbekannte drei gefüllte Kanister mit einer bislang unbekannten Flüssigkeit auf das Dach eines ehemaligen Technologie-Zentrums, das zu einer Asylunterkunft umgebaut wurde. Die Polizei teilte mit, dass offensichtlich versucht worden sei, die Flüssigkeit anschließend in Brand zu setzen, was bei einem der Kanister auch gelang. Die Gebäudedecke sowie der Bodenbelag wurden leicht verschmort. Erste Bewohner sollten Mitte Dezember einziehen. Am 10. Dezember ging ein anderes Gebäude in Herxheim, in dem Asylbewerber untergebracht waren, in Flammen auf. Die neun Bewohner blieben unverletzt. Die Brandursache ist unklar. |
| Altenburg                   | TH           | 7. Dez.  | bewohnte Unterkunft              | 10 Verletzte                     | In der Nacht zum 7. Dezember brach ein Brand im Treppenhaus einer von Geflüchteten bewohnten Unterkunft aus. Es wird davon ausgegangen, dass das Feuer in zwei Kinderwagen im Treppenhaus ausbrach. Zehn Bewohner, darunter ein Baby, mussten wegen Verdachts auf Rauchgasvergiftung behandelt werden. |
| Niederdorf und Thalheim     | SN           | 8. Dez.  | bewohnte Unterkunft              |                                  | In der Nacht zum 8. Dezember brachten unbekannte Täter jeweils einen Schweinekopf vor der Notunterkunft im ehemaligen Landratsamt in Niederdorf bei Stollberg sowie in Thalheim vor dem zu einer Notunterkunft umfunktionierten stillgelegten Erzgebirgsbad an. In Thalheim wurden außerdem an zwei Bäumen neben dem aufgespießten Schweinekopf Plakate mit schwarzen Hakenkreuzen angebracht. |
| Borken                      | NW           | 8. Dez.  | bewohnte Unterkunft              |                                  | In der Nacht zum 8. Dezember warfen Täter zwei faustgroße Steine durch die Fenster zweier Räume einer Flüchtlingsunterkunft in Borken. In einem der Zimmer schliefen zu diesem Zeitpunkt vier Kinder, in dem anderen hielten sich 5 Personen auf. Niemand wurde verletzt. |
| Wurzen                      | SN           | 9. Dez.  | Geflüchtete                      | 2 Verletzte                      | Am 9. Dezember wurden 5 Kinder von Asylsuchenden, die an der örtlichen Oberschule in eine DaZ-Klasse („Deutsch als Zweitsprache“) gehen, von Mitschülern der 8. Klasse aus fremdenfeindlichen Motiven beleidigt und attackiert. Dabei wurden zwei Mädchen im Alter von 9 und 14 Jahren schwer am Arm verletzt. Gegen die Täter wird wegen gefährlicher Körperverletzung ermittelt. |
| Jahnsdorf                   | SN           | 10. Dez. | Geflüchtete                      | Mehrere Verletzte                | Am Abend des 10. Dezember attackierten rund 30 Menschen einen Bus mit ankommenden Flüchtlingen vor einer Flüchtlingsunterkunft in Jahnsdorf und verletzten dabei mehrere Personen, unter anderem der Busfahrer sowie ein Mitarbeiter des Sicherheitsdienstes. Drei bis sechs Täter warfen Steine und zündeten Böller. Eine Scheibe des Busses ging zu Bruch. Die Flüchtlinge wurde daraufhin in einem anderen Quartier untergebracht. |
| Güstrow                     | MV           | 12. Dez. | bewohnte Unterkunft              |                                  | Am 12. Dezember bewarfen Unbekannte eine Asylunterkunft mit Steinen und zerstörten so zwei Scheiben. Sie wurden dabei von einer Überwachungskamera gefilmt. Verletzt wurde niemand. |
| Eichstätt                   | BY           | 13. Dez. | bewohnte Unterkunft              |                                  | In der Nacht zum 13. Dezember warfen Unbekannte Steine auf ein Gebäude zur Unterbringung unbegleiteter minderjähriger Flüchtlinge. Laut Zeugenaussagen sollen dabei auch fremdenfeindliche Äußerungen gefallen sein. Verletzt wurde niemand. |
| Bad Bevensen                | NI           | 13. Dez. | unbewohnte Unterkunft            |                                  | In der Nacht zum 13. Dezember legten Unbekannte ein Feuer in einer geplanten Asylunterkunft. Sie drangen außerdem in das noch unbewohnte Gebäude ein, verstopften Abflüsse und drehten Wasserhähne auf. |
| Roßleben                    | TH           | 13. Dez. | bewohnte Unterkunft              |                                  | Am frühen Morgen des 13. Dezember bewarfen unbekannte Täter ein Flüchtlingsheim mit Feuerwerkskörpern. Durch die Detonation eines Böllers wurde eine Scheibe am Hauseingang zerstört. Nach Zeugenaussagen riefen die Täter ausländerfeindliche Parolen. |
| Pirna                       | SN           | 14. Dez. | unbewohnte Unterkunft            |                                  | In der Nacht zum 14. Dezember warfen bisher Unbekannte einen Molotowcocktail auf das frühere Landratsamt, das ab 14. Dezember von Flüchtlingen bezogen werden sollte. |
| Zwickau                     | SN           | 15. Dez. | bewohnte Unterkunft              |                                  | Am Abend des 15. Dezember schossen Unbekannte Feuerwerkskörper auf eine Unterkunft und flüchteten. Die Polizei geht von einem fremdenfeindlichen Motiv aus, verletzt wurde niemand. |
| Gräfenhainichen             | ST           | 17. Dez. | bewohnte Unterkunft              |                                  | Am 17. Dezember drangen Unbekannte in ein ehemaliges Schleifer-Gebäude ein und setzten es von oben nach unten unter Wasser. Es entstand ein sechsstelliger Sachschaden, das Haus ist auf unbestimmte Zeit nicht mehr nutzbar. Kurz darauf wurde am 19. Dezember ein Buttersäure-Anschlag auf den örtlichen Kirchplatz verübt, wo wenig später ein Bürgerfest für Toleranz und Weltoffenheit stattfand. |
| Wittenberg                  | ST           | 21. Dez. | unbewohnte Unterkunft            |                                  | Auf die ehemalige Karl-Marx-Schule in Wittenberg-West, die zu einer Gemeinschaftsunterkunft für rund 220 Flüchtlinge umgebaut wird, wurde in der Nacht zum 21. Dezember ein Anschlag mit Buttersäure verübt, die an insgesamt 19 Stellen verteilt wurde. Außerdem wurden Aufkleber mit fremdenfeindlichen Parolen an einem Absperrgitter neben dem einstigen Schulgelände entdeckt. |
| Schwäbisch Gmünd            | BW           | 25. Dez. | unbewohnte Unterkunft            |                                  | In der Nacht auf den 25. Dezember wurde im Rohbau einer geplanten Gemeinschaftsunterkunft für Flüchtlinge in Schwäbisch Gmünd, Oberbettringer Straße, ein Brand in einem der drei Gebäude festgestellt, der nach Angaben der Polizei „mit hoher Wahrscheinlichkeit durch Brandstiftung gelegt wurde“. Durch die schnelle Entdeckung und durch das rasche Eingreifen der Feuerwehr war der Schaden nach offiziellen Angaben „relativ gering“. |
| Schlettau                   | SN           | 26. Dez. | unbewohnte Unterkunft            |                                  | Am frühen Morgen des 26. Dezember warfen vier Täter mehrere Brandsätze in eine geplante Flüchtlingsunterkunft. Zwei der Brandsätze seien beim Wurf durch eine Fensterscheibe erloschen, zwei weitere landeten auf einem Vordach und konnten vom Wachschutz gelöscht werden. Am 27. April 2016 wurde ein Verdächtiger festgenommen und seine Wohnung sowie die Wohnungen der 3 anderen Verdächtigen durchsucht. |
| Gräfenhainichen             | ST           | 28. Dez. | unbewohnte Unterkunft            |                                  | Am Abend des 28. Dezember wurde erneut das ehemalige Schleifer-Gebäude angegriffen. Unbekannte warfen zwischen 19.45 Uhr und 19.50 Uhr vier Scheiben im rückwärtigen Bereich des ehemaligen Bürogebäudes mit Steinen ein. Die Polizei und der polizeiliche Staatsschutz ermitteln. Der Sachschaden liegt im vierstelligen Bereich. |
| Neualbenreuth               | BY           | 29. Dez. | unbewohnte Unterkunft            |                                  | Am 29. Dezember wurde festgestellt, dass eine Wände und Fenster einer geplanten Flüchtlingsunterkunft mit mehreren Hakenkreuzen besprüht wurden. |
| Sellin                      | MV           | 31. Dez. | bewohnte Unterkunft              |                                  | In der Nacht vom 31. Dezember 2015 auf den 1. Januar warfen vier Jugendliche Böller auf eine Flüchtlingsunterkunft in Sellin auf Rügen. Dabei sollen fremdenfeindliche Parolen gerufen worden sein. |
| Gleidingen                  | NI           | 31. Dez. | bewohnte Unterkunft              |                                  | Unbekannte versuchten am frühen Silvestermorgen, ein Feuer in einer Flüchtlingsunterkunft zu legen. |